# Katharine Hayhoe
Katharine Anne Scott Hayhoe (Toronto, 15 april 1972) is een Canadese klimaatwetenschapper, en hoogleraar in de politieke wetenschappen aan de Texas Tech University, waar zij leiding geeft aan het Climate Science Center. Daarnaast is zij ook CEO van ATMOS Research and Consulting.
Hayhoe is geboren in Toronto, Canada. Zij studeerde fysica en astronomie aan de Universiteit van Toronto. Haar doctoraat handelde over het ontstaan en de invloed van methaangas in de atmosfeer.
Sedert 2005 is Hayhoe verbonden aan de Texas Tech University. Zij schreef meer dan 120 peer-reviewed publicaties, en een boek, A Climate for Change: Global Warming Facts for Faith-Based Decisions samen met haar echtgenoot, Andrew Farley. Zij werkte ook mee aan klimaatonderzoek in opdracht van de Amerikaanse regering, en leverde bijdragen voor het IPCC, het klimaatpanel van de Verenigde Naties.
In 2014 werd zij opgenomen in de Time Magazine Lijst van de 100 meest invloedrijke personen ter wereld, samen met Kathryn Sullivan, vanwege hun maatschappelijke communicatie rond klimaatverandering. Voor Hayhoe komt daar nog bij dat zij als overtuigd evangelisch christen vanzelfsprekend toegang heeft tot de diep-christelijke gemeenschappen in de Verenigde Staten. Bovendien gaat zij de discussie met klimaatsceptici niet uit de weg. Katharine Hayhoe was ook als wetenschappelijk en politiek adviseur betrokken bij de documentaire tv-serie Years of living dangerously (2014-2016).
Hayhoe is gehuwd met predikant Andrew Farley. 